# Amfímac (fill de Ctèat)
Amfímac (en grec antic Ἀμφίμαχος), cap dels epeus, que juntament amb el seu germà Talpi van ser dos dels quatre cabdills que van dirigir els contingents d'Èlida a la guerra de Troia, segons Homer narra al "Catàleg de les naus" al cant II de la Ilíada. Era també un dels pretendents d'Helena.
Era fill de Ctèat, un dels Moliònides, net humà d'Àctor i net diví de Posidó. La seva mare era Teronice, filla de Dexamen. Va conduir 40 naus cap a Troia, juntament amb el seu germà, Diores i Polixen. Va morir a mans d'Hèctor davant de les muralles de Troia.